# Seznam članov Avstrijske akademije znanosti
Seznam članov Avstrijske akademije znanosti.

## A
Karl Acham; Antal Ádám; Ludwig Adamovich; Adriano Aguzzi; Josef Aichner; Martin Aigner; Luciana Aigner-Foresti; Brenda Almond; Michael Alram; Eva Alram-Stern; Michel Amandry; Brigitta Ammann; Bernard Andreae; Theophil Antonicek; Angelo Ara; Karl Otmar Freiherr von Aretin; Eduard Artz; Alain Aspect; Aleida Assmann; Hans Aurenhammer

## B
Manuela Baccarini; Ernst Badian; Rudolf Baehr; Andrea Barta; Friedrich G. Barth; Hans Basbøll; Friedrich L. Bauer; Günther Bauer; Siegfried J. Bauer; Wolfgang Baumjohann; Zdenek P. Bazant; Natalija Petrovna Bečtereva; Robert John Bennett; Iván T. Berend; Walter Berka; Walter Berschin; Reinhold Bichler; Manfred Bietak; Kurt Binder; Helmut Birkhan; Max L. Birnstiel; Paul Albert Blanz; Jean-Pierre Blaser; Rainer Blatt; Horst Bleckmann; Hans-Heinrich Blotevogel; Michael Joachim Bonell; Jürgen Borchhardt; Richard Bösel; Jacques Bouveresse; John W. Boyer; Karl Dietrich Bracher; Peter Brang; Georg Brasseur; Peter Braulik; Michel Breger; Gottfried Brem; Wolfgang H. Breunlich; Wolfgang Brezinka; Günter Brucher; Gerhart Bruckmann; Ernst Bruckmüller; Wolfgang Brückner; Joachim Burgsdörfer; Manfred Burgstaller; Otto Burkard; Walter Burkert; Meinrad Busslinger; Vladimir Buzek; Franz Bydlinski

## C
Claus-Wilhelm Canaris; Louis Carlen; Giovanni Battista Castiglioni; Komaravolu Chandrasekharan; Georges Charpak; Mark W. Chase; Kenneth R. Chien; Enno Christophers; Evangelos Chrysos; Johann Cigler; Ignacio Cirac; Dorrit Cohn; Michael Conzen; Moritz Csáky

## D
Falko Daim; Joachim Dalfen; Georg Danek; Robert Danzer; Igor Bert Dawid; Peter Deetjen; Manfred Deistler; Alexander Demandt; Helmut Denk; Jules Deutsch; Barry J. Dickson; Egbert Dierker; Gerhard Dobesch; Rafael Domingo; Heinz Dopsch; Friedrich Dorner; Walter Dostal; Wolfgang Ulrich Dressler; Ernst P. M. Dronke; Heinz Duchhardt; Johannes Friedrich Duft; Klaus Düwel; Friedrich Dydak

## E
Josef Eberhardsteiner; Franz Xaver Eder; Friedrich Ehrendorfer; Martin Ehrendorfer; Bernhard Ehrenzeller; Ludwig M. Eichinger; Heiner Eichner; Manfred Eigen; Manfred Einsiedler; Thomas Eiter; Heinz Engl; Johannes Erben; Gerhard Ertl; Robert J. W. Evans

## F
Heinz Falk; Gerda Falkner; Reinhard Fässler; Heinz Fassmann; Hellmut Federhofer; Gustav Feichtinger; Martin S. Feldstein; Günter B. L. Fettweis; Wolfgang Fichtner; Hermann Fillitz; Jörg Finsinger; Erhard W. Fischer; Manfred M. Fischer; Hellmut Fischmeister; Kostanze Fliedl; Franz Fliri; August Florian; Rudolf Flotzinger; Monika Fludernik; Helmut Flügel; Franz Födermayr; Herbert Foltinek; Heinz G. Fortak; Bert Fragner; Wolfgang Frank; Herbert Franke; Peter Robert Franke; Peter Frantzl; Johannes Fried; Herwig Friesinger; Wolfgang Frisch; Eva Frodl-Kraft; Per Olof Fröman; Erwin Führer; Horst Fuhrmann; Alexia Fünkranz-Prskawetz; Alois Fürstner

## G
Helmut Gadner; Franz Gamillscheg; Thomas V. Gamkrelidze; Antonio Garzya; Hans-Martin Gauger; Patrick J. Geary; Michael Gehler; Johannes Geiss; Klaus Gersten; Martin H. Gerzabek; Michael Ghil; Gerhard Giebisch; Oswald Giering; Andre Gingrich; Karl-Heinz Alois Glaßmeier; Gerhard Glatzel; Claire F. Gmachl; Helmut Gneuss; Hans Goebl; Ivan Golub; Georg Gottlob; Oleg Grabar; Georg Grabherr; Manfred Grasserbauer; Daniel M. Greenberger; Wolfgang Greisenegger; Herfried Griengl; Nicolas Grimal; Rudolf Grimm; Irmgard Griss; Rudolf W. J. Gross; Rudolf Grosschedl; Gernot Gruber; Peter M. Gruber; Oskar Grün; Dieter Gutknecht; Giselher Guttmann

## H
Rudolf Haag; Gerhard Haerendel; Othmar Hageneder; Ivo Hajnal; John Frederick Haldon; Peter Hall; Max Haller; Franz Halter-Koch; Ernst Hanisch; Julius von Hann; Christian Hannick; Aage Ansgar Hansen-Löve; Michael Hantel; Otto Härtel; Jens-Uwe Hartmann; Horst Haselsteiner; Friederike Hassauer; Wolfgang Haubrichs; Hermann Haupt; Johannes Cornelis Heersterman; Wolf-Dieter Heiss; Philipp U. Heitz; Gilbert Helmberg; Thomas A. Henzinger; Milan Herak; Peter Herrmann; Georg Hertting; Helmut Heuberger; Hans-Joachim Hinrichsen; Oskar V. Hinüber; Friedrich Hirzebruch; Ivan Hlavácek; Milan Hlavačka; Hartwig Höcker; Werner Hofmann; Gregor Högenauer; Barbara Hohn; Hans Höller; Karl Holubar; Heinrich Honsell; Rudolf Hoppe; Oleh Hornykiewicz; Konstantin-A. Hossmann; Christoph Huber; Thomas J. Hughes; Hermann Hunger; Reinhard Franz Josef Hüttl

## I
Spyros E. Iakovidis; Hans Irschik; Shiro Ishii

## J
Clemens Jabloner; Emilie Jäger; Heinz Jagodzinski; Sigrid Jalkotzy-Deger; Cecilia Jarlskog; Erik Jayme; Werner Jobst; Zdenek Johan; Peter Johanek

## K
Györgyi Kálmán; Eric R. Kandel; Andreas Kappeler; Vassos Karageorghis; Stevan Karamata; Daniel Kastler; Radoslav Katičić; Stephen Ira Katz; Hubert Kaufhold; Toshio Kawatake; Anke Rita Kaysser-Pyzalla; Josef Keil; Vladimir I. Keilis-Borok; Fritz Kelnhofer; Thomas Kenner; Ferenc Kiefer; Rudolpf Kippenhahn; Michal Kleiber; Hans-Dieter Klein; Klaus von Klitzing; Bernd U. Kluge; Alfred Kluwick; Fritz Peter Knapp; Jürgen A. Knoblich; Wolfgang Knoll; Christian Köberl; Walter Koch; Johannes Koder; Alfred Kohler; Martin Kohli; Jorma Koivulehto; Kurt L. Komarek; Hermann Kopetz; Hans-Georg Koppensteiner; Karl Korinek; Christian Körner; Dušan Kovàč; Helmut Koziol; Frauke Kraas; Dietrich Kraft; Ernst Kramer; Sabine Kraml; Helmut Krasser; Christoph Kratky; Christian Krattenthaler; Ferenc Krausz; Bernhard Kräutler; Günther Kreil; Josef Kreiner; Georg Kresse; Otto Kresten; Friedrich Krinzinger; Karl Kroeschell; Kurt Krolop; Guido Krömer; Hans-Henrik Krummacher; Andreas Kugi; Michael Kuhn; Wilfried Kurz; Jan Kvet; Paul Alexander Kyrle

## L
Johanna Laakso; Peter Laggner; Vasileios Lambrinoudakis; Heinz Langer; Walter Larcher; Hanns-Gotthard Lasch; Hans Lassmann; Reinhard Lauer; Klaus Lechner; Jean Leclant; Gustav Adolf Lehmann; Ursula Lehr; Adolf Leidlmair; Helga Leitner; Fred Lembeck; Johannes A. Lerchner; Norbert Leser; Willem J. M. Levelt; Elisabeth Lichtenberger; Elliott Lieb; Siegfried Lienhard; Dimitrij Sergejevič Lihačov; Gene E. Likens; Joram Lindenstrauss; Karl Lintner; Birgit Lodes; Hellmut Lorenz; Konrad Lorenz; Johann Josef Loschmidt; Peter Lucas; Gerhard Luf; Thomas Luger; Reimar Lüst; Wolfgang Lutz; Benno F. Lux

## M
Séamus MacMathúna; Claudio Magris; Hanns Malissa; Herbert Mang; Wolfgang Mantl; Michael Marberger; Raimund Margreiter; Peter Markowich; James H. Marrow; Alberto Martino; Alla Massevitsch; Herbert Matis; Franz Matscher; Richard Viktor Mattessich; Paolo Matthiae; Ann Matzke Marjori; Bernd Mayer; Henry Mayr-Harting; Manfred Mayrhofer; Otto Mayrhofer-Krammel; Otto Mazal; Brigitte Mazohl; Rosamond McKitterick; Peter McMullen; Wolfgang F. G. Mecklenbräuker; Wolfgang Meid; Fritz Melchers; Igor Mel'cuk; Bruno Messerli; Michael Metzeltin; Ronald Micura; Paul Mikat; Fran Miklošič; Hanno Millesi; Jürgen Mittelstrass; Helmuth Möhwald; Hans Mommsen; Alessandro Montanari; Helmut Moritz; Anna Morpurgo-Davies; Helfried Mostler; Gérard Mourou; Nicolette Mout; Dennis C. Mueller; Ivan I. Mueller; Wolfram Müller-Freienfels; Johann Mulzer; Karol Myśliwiec

## N
Georgi Nachuzrischvili; Herta Nagl; Kim A. Nasmyth; Adolf Neckel; Walter Neupert; Gerhard Neuweiler; Gerhard Neweklowsky; Harald Niederreiter; Christian R. Noe; Dieter Nörr; Gustav Joseph Victor Nossal; Heinrich Nöth; Martin A. Nowak

## O
Gerhard Oberhammer; Dieter Oesterhelt; Werner Ogris; Oskar Friedrich Olaj; Thomas Olechowski; Onora O'Neill; Gerhard Opelz; Jurij Sergejevič Osipov; Jürgen Osterhammel; Jörg A. Ott; Heinrich Otten; Alfred E. von Overbeck

## P
Peter Palese; Bernhard Palme; Herbert Palme; Oswald Panagl; Fritz Paschke; Gernot Patzelt; Josef M. Penninger; Peter Pernthaler; Harald von Petrikovits; Hellmuth Petsche; Johann Pfanzagl; Gerhard Pferschy; Jörg Pfleiderer; Gert Pfurtscheller; Philip I. Philippov; Gernot Piccottini; Helmut Pichler; Pierre Jean Pichot; Herbert Pietschmann; Werner E. Piller; Renate Johanna Pillinger; Rudolf Pischinger; Walter Pohl; Marianne Popp; Magdalena Pöschl; Rudolf Preimesberger; Anton Preisinger; Adolf Primmer; Friedrich B. Prinz; Manfred Prisching; Paolo Prodi; Walter Puchner; Denise Pumain; Sonja Puntscher Riekmann

## R
Gernot Rabeder; Piero Rafanelli; Andrej Rahten; Franz Rainer; Ekkehard Ramm; Franz G. Rammerstorfer; Helmut Rauch; Peter H. Raven; Karl M. A. Rawer; Ludwig Reich; Ingo Reiffenstein; Uwe Reimold; Elmar R. Reiter; Reinhold Remmert; Andrew Colin Renfrew; Fritz Resinger; Georg Ress; Kurt R. Richter; Norbert G. Riedel; Willibald Riedler; Josef Riedmann; Wolfgang Rindler; Zsigmond Ritoók; Olivia Robinson; Wolfgang Röd; Juan G. Roederer; Herbert Walter Roesky; Jacqueline de Romilly; Artur Rosenauer; Leopold Rosenmayr; Michael Rössner; Carlo Rubbia; Helmut Rucker; Helmut Rumpler; Hans Georg Ruppe

## S
Eda Sagarra; Roman Sandgruber; Friedrich Sandgruber; Michael Sarnthein-Lotichius; Friedrich Schaller; Gottfried Schatz; Maria Schaumayer; Georg Schett; Rudolf Schieffer; Sabine Schindler; Andrzej Schinzel; Wolfgang Schlager; Wolfgang Schleich; Arnulf Schlüter; Hermann Schmalzried; Alfred Schmidt; Arnold Schmidt; Ernst A. Schmidt; Klaus Schmidt; Wolfgang Schmidt; Jörg Schmiedmayer; Lambert Schmithausen; Oliver Jens Schmitt; Rüdiger Schmitt; Kurt Schmoller; Wilhelm Schneider; Joachim Schöberl; Albrecht Schöne; Hans Peter Schönlaub; Carl E. Schorske; Peter Schreiner; Renée Schroeder; Ulrich Schubert; Gerold Schuler; Rolf Schulte-Hermann; Winfried Schulze; Josef Schurz; Peter Schuster; Hans Schwabl; Karlheinz Schwarz; Hans Georg Schwarzacher; Walther Schwarzacher; Fritz Schweiger; Günter C. Schweiger; Michael Schweitzer; Dieter Schweizer; Hugo Schwendenwein; Rudolf Jakob Schweyen; Fritz Schwind; Martin Seger; Stephan Seidelmayer; Christian Seidl; Horst Seidler; Ethan M. Shevach; Anatolij Petrovič Špak; Karl Sigmund; Barry Simon; Nicholas Sims-Williams; Peter Sitte; Quentin R. D. Skinner; Uwe B. Sleytr; John Victor Small; Kurt Smolak; Josef Smolen; Werner Sollors; Éva Somogyi; Vera T. Sós; Christoph Spötl; Heinz A. Staab; Hellmuth Stachel; Peter F. Stadler; Lawrence Stager; André Stahl; Paul Stefanovits; Erwin Stein; Peter Steinhauser; Friedrich F. Steininger; Ernst Steinkellner; Günter Stemberger; Stig T. Stenholm; Nikolaus K. Stephanidis; Georg Stingl; Gerold Stoll; Gerald Stourzh; Helmut Strasser; Erich W. Streissler; Jörg Striessnig; Josef Strobl; Tod Stuessy; Christian Sturmbauer; Robert Samuel Summers; Werner L. V. Sundermann; Hans Sünkel; Giulio Superti-Furga; Arnold Suppan; Ernst Christoph Suttner; Nikolaos K. Symeonidis

## Š
- Peter Štih

## T
Gustav Andreas Tammann; Jaroslav Tejral; Werner Telesko; Heinz-Elmar Tenorth; Erich Thenius; Walter Thirring; Jacques Thuillier; Gerhard Thür; Gunther Tichy; Robert F. Tichy; Klaus Dieter Timmerhaus; Phillip V. Tobias; Theodor Tomandl; Erich Trapp; Hans Tuppy

## U
Norbert Untersteiner; Gerald Urban; Otto H. Urban; Boris A. Uspenskij; Gerd W. Utermann

## V
Rudolf Valenta; Peter van Nieuwenhuizen; Michael J. Vellekoop; Leopold Vietoris; Karl Vodrazka; Emanuel Vogel; Otto Vogl; Klaus von Klitzing

## W
Alfred Wagenhofer; Erwin Wagner; Günter Wagner; Horst Wagner; Karl Wagner; Michael Wagner; Sigurd Wagner; Hans Dierck Waller; Grete Walter-Klingenstein; Heinrich Wänke; Peter Michael Warren; Franz Kurt Weber; Harald Wolfgang Weber; Gerhard Wegner; Rüdiger Wehner; Werner Welzig; Christiane Wendehorst; Samuel A. Werner; Diter von Wettstein; Manfred Wicke; Malcolm Hewitt Wiener; Heinz Georg Wieser; Wolfgang Wieser; Peter Wiesinger; F. Ludwig Wilke; Günther Wilke; Jürgen Wilke; Verena Winiwarter; Thomas Winkelbauer; Hans Winkler; Artur Winkler-Hermaden; Erich Winter; Irene J. Winter; Eugen Wirth; Gerhard Wirth; Ruth Wodak; Alois Wolf; Norbert R. Wolf; Ulrich Wolf; Werner Wolf; Klaus Wolff; Herwig Wolfram

## Y
Yeong-Bin Yang; William Edgar Yates

## Z
Waldemar Zacharasiewicz; Hans G. Zachau; Hans Georg Zapotoczky; Kurt Zatloukal; Josef Zechner; Rudolf Zechner; Anton Zeilinger; Heinz Zemanek; Josef Zemann; Wolfgang Zenker; Shoguang  Zhang; Yong-de Zhang; Franz Ziegler; Peter V. Zima; Harald Zimmermann; Reinhard Zimmermann; Ernst K. Zinner; Jan M. Ziolkowski; Theodore J. Ziolkowski; János Zlinszky; Peter Zoller; Piero Zuffardi; Paul M. Zulehner